# Aeropuerto de Santiago de Compostela
Luchthaven Santiago de Compostella (Spaans: Aeropuerto de Santiago de Compostela) ook wel Luchthaven Lavacolla (Aeroporto de Santiago-Lavacolla) genoemd is een internationale luchthaven gelegen in Lavacolla, een dorp binnen de gemeentegrenzen van Santiago de Compostella. In 2011 maakten 2.464.431 passagiers gebruik van de luchthaven. Hiermee is de Luchthaven van Santiago de Compostella de belangrijkste luchthaven in Galicië.
Op 13 oktober 2011 werd een nieuw luchthavengebouw in gebruik genomen. Het nieuwe gebouw staat ten zuiden van het oude. Het heeft een parkeerkelder van drie verdiepingen en daarboven aparte niveaus voor vertrek en aankomst. Het oude gebouw is niet meer in gebruik.

## Lavacolla
De naam van het nabijgelegen dorp Lavacolla wordt op verschillende manieren uitgelegd. Het kan verwijzen naar de plek waar pelgrims zich konden wassen, met lavar (wassen) en cuello (nek), voordat ze de heilige stad binnentrokken. Bij een andere verklaring gaat het echter om een samenstelling van lava (pasto bajo) met colla (colina): een grasveld onder de heuvel. Ondeugende gidsen  geven gewassen penis als vertaling - cola betekent staart - want de pelgrims hadden zich tijdens de reis niet altijd even zedig gedragen.

## Fotogalerij van de oude terminal

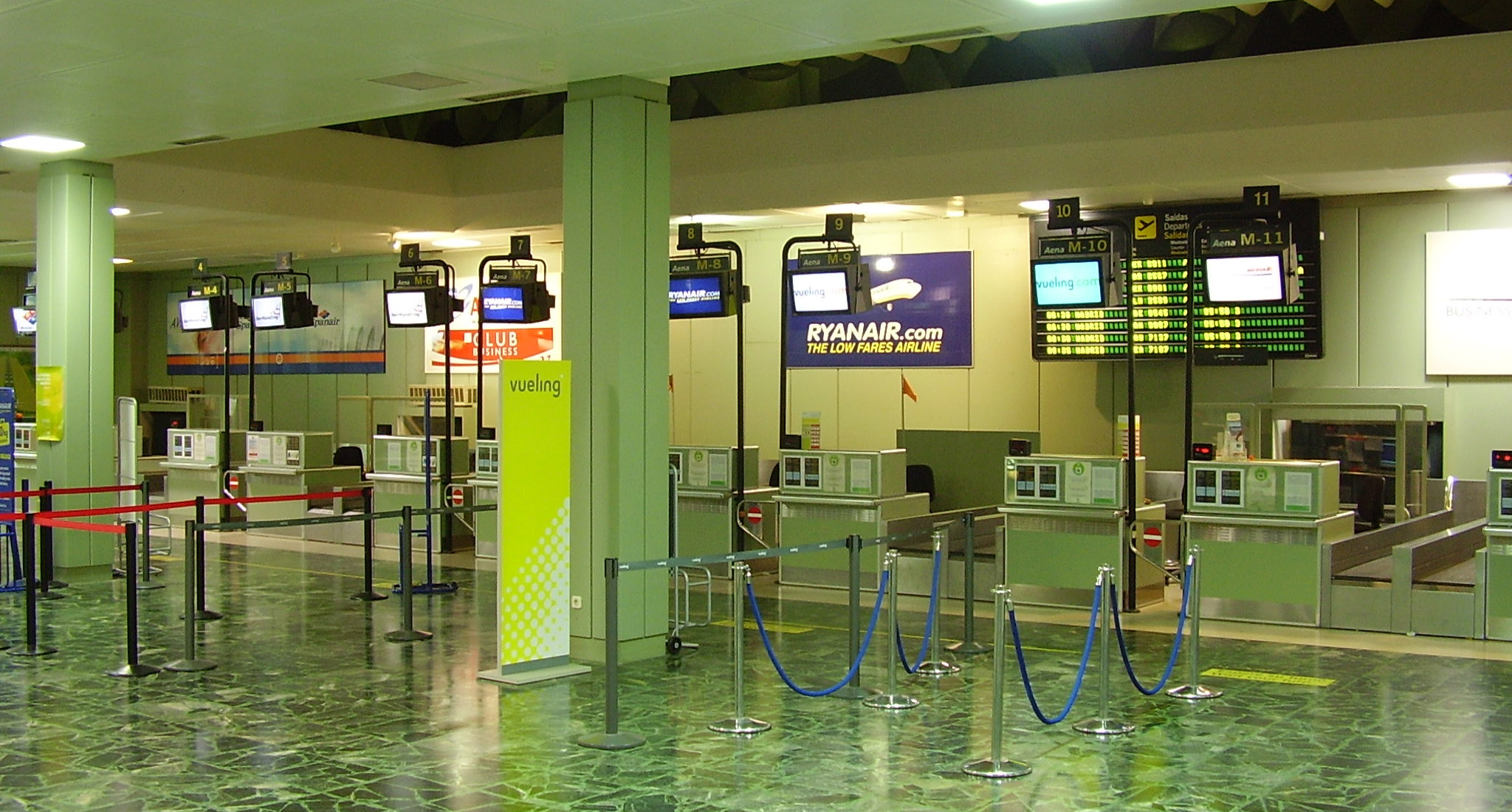
Check-in balies
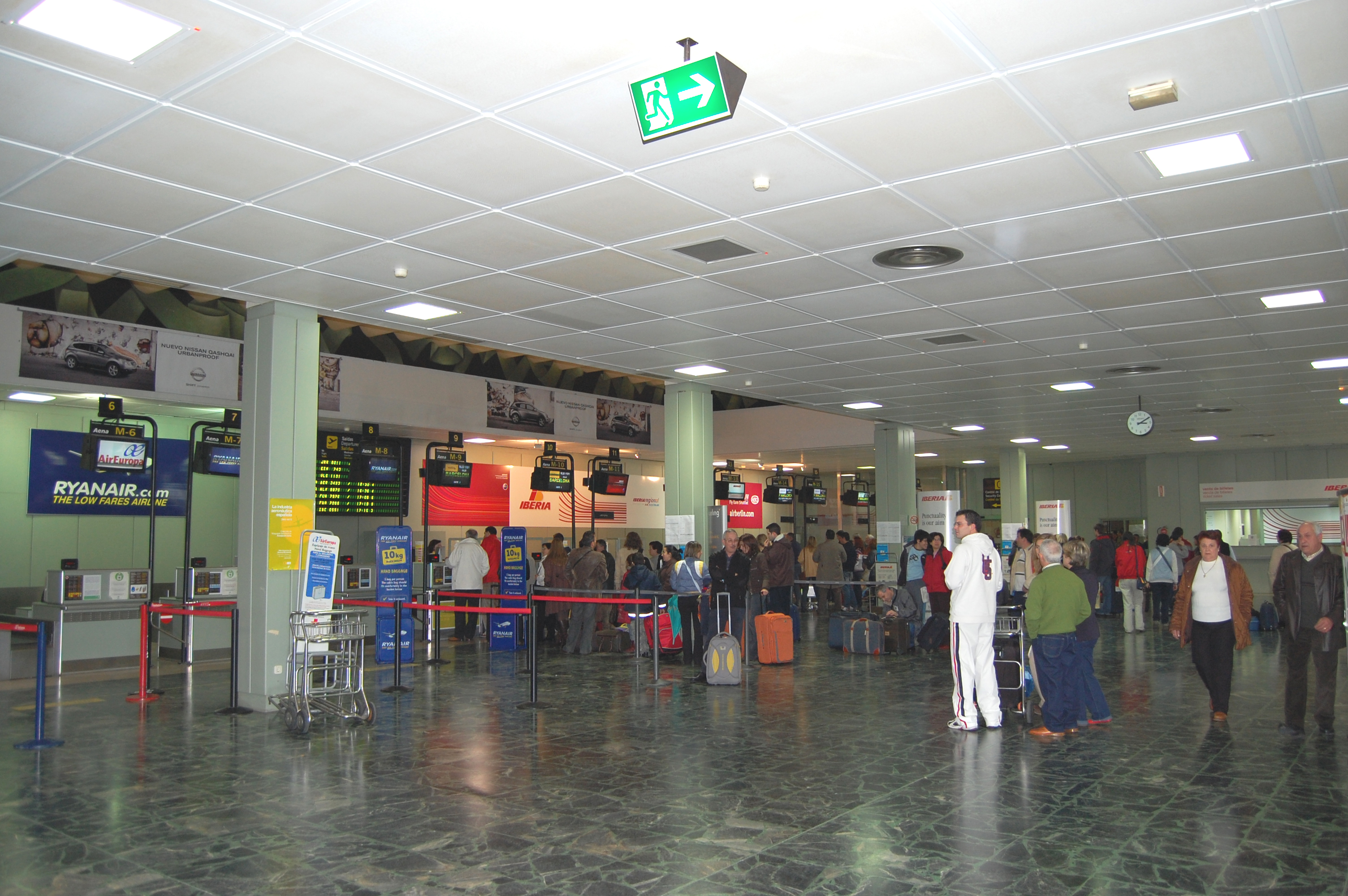
Check-in balies
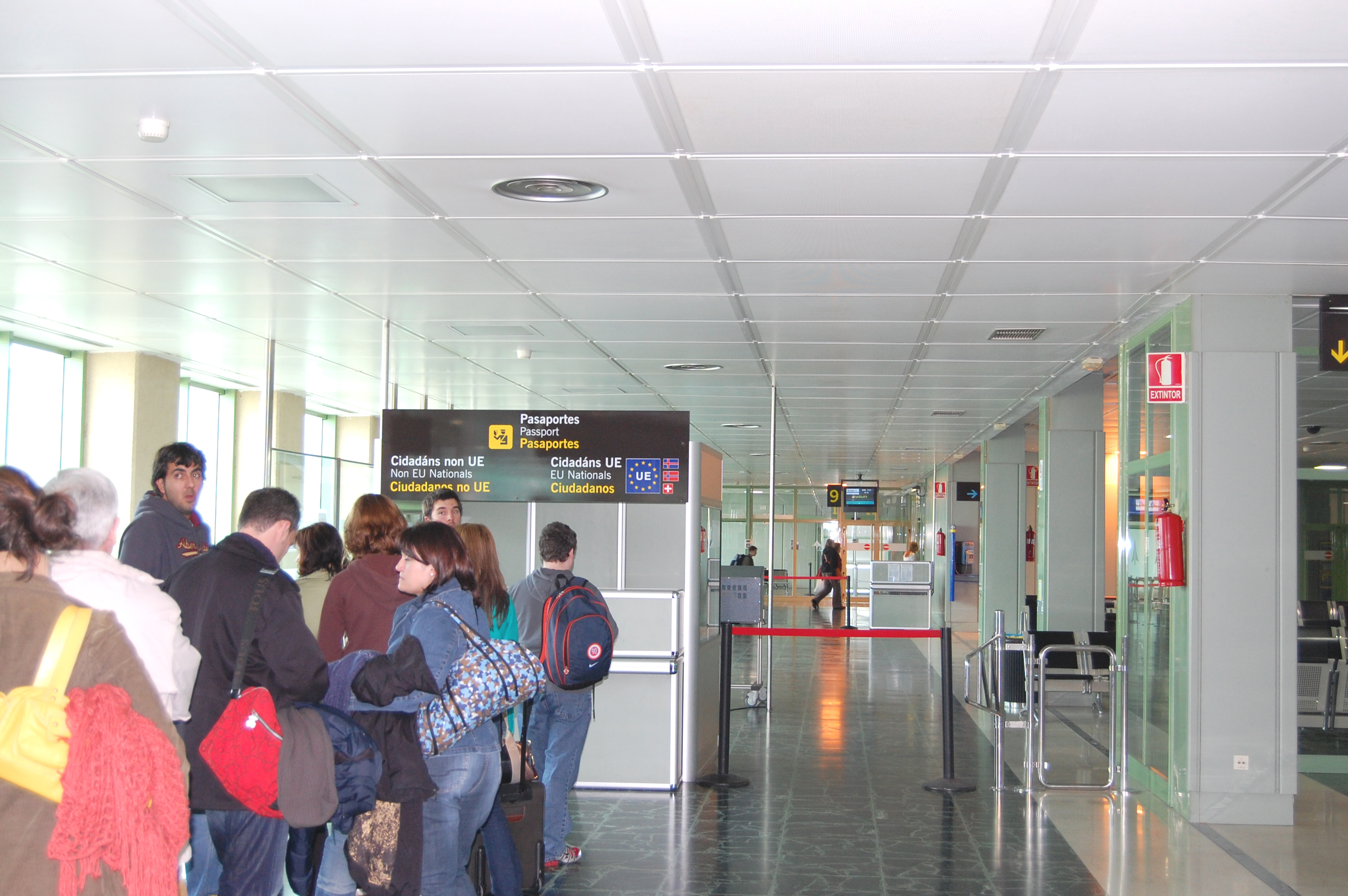
Paspoortcontrole
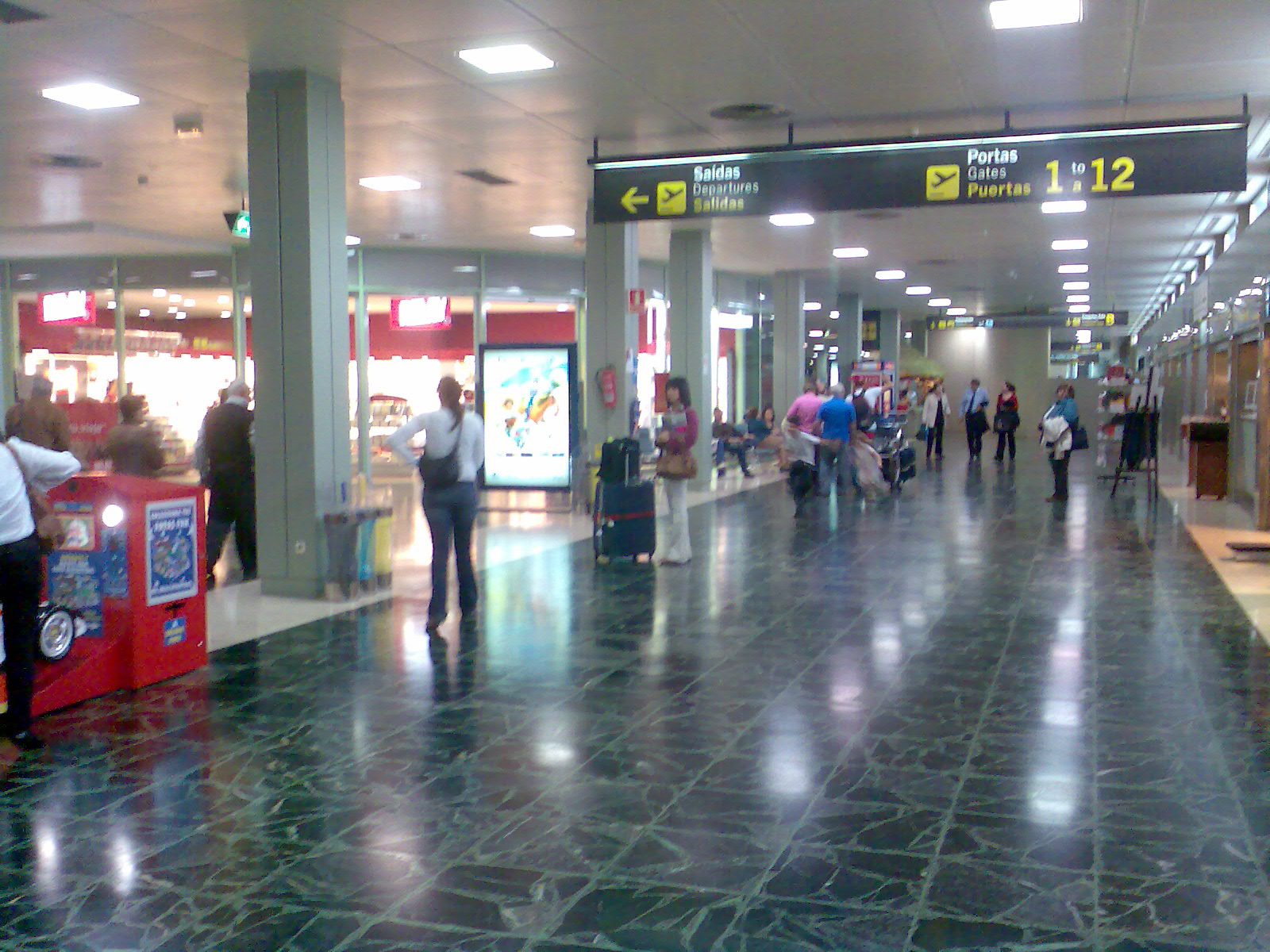
Terminalgebouw
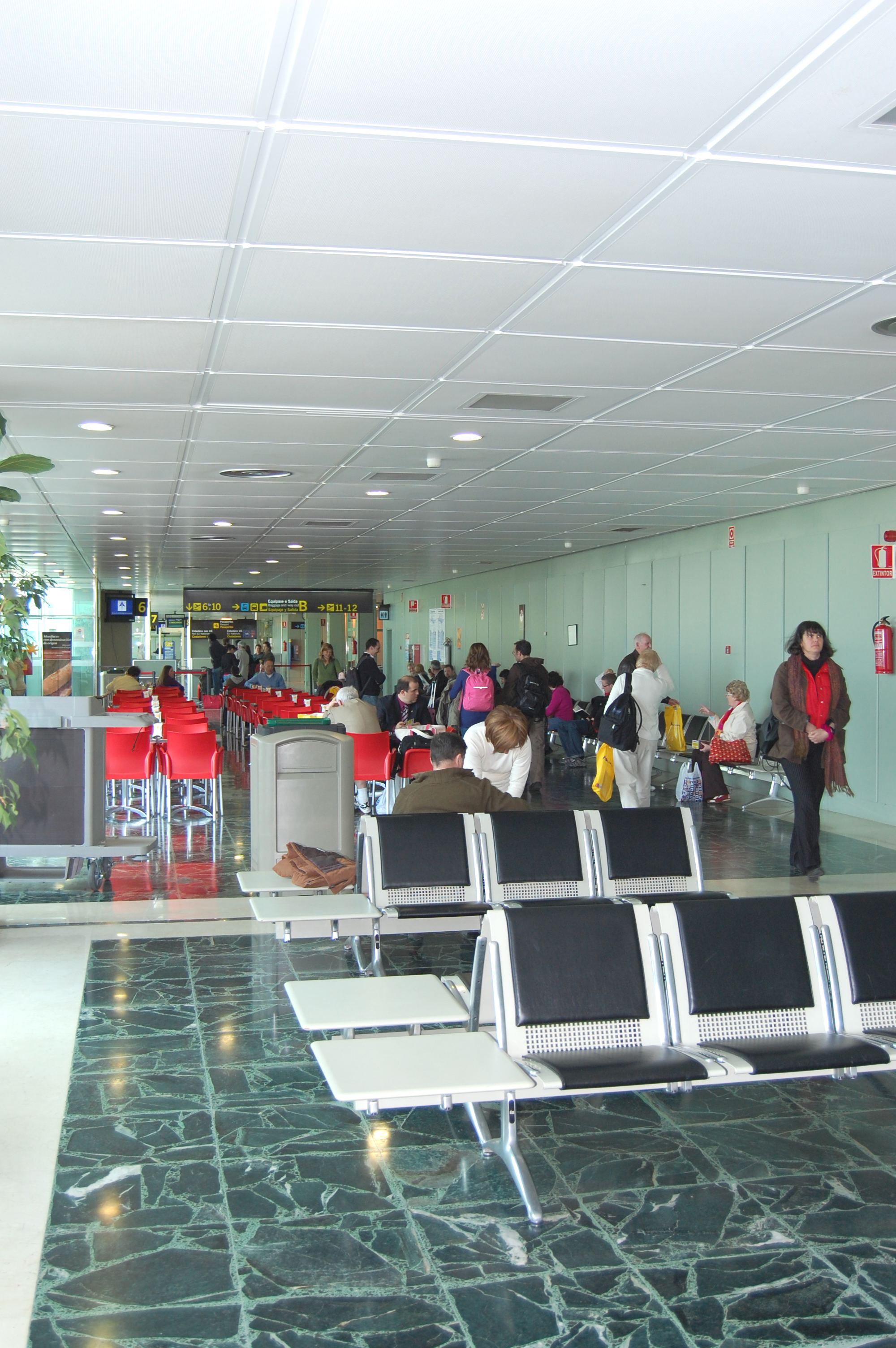
Terminalgebouw